# Veselíčko u Lipníka nad Bečvou
Veselíčko (deutsch Wesselitschko) ist eine Gemeinde in Tschechien. Sie liegt sechs Kilometer westlich von Lipník nad Bečvou und gehört zum Okres Přerov.

## Geographie
Veselíčko befindet sich oberhalb der Mährischen Pforte im Tirschitzer Hügelland (Tršická pahorkatina). Das Dorf liegt rechtsseitig über dem Tal des Baches Bach Lubeň. Zwei Kilometer südlich des Ortes verläuft die Bahnstrecke Přerov – Hranice mit der Bahnstation Osek nad Bečvou. Zwischen dem Dorf und der Bahnlinie entsteht ein Abschnitt der Autobahn D 1. Südlich erhebt sich der Na Skalách (284 m). Gegen Nordwesten liegen die Stauweiher Horní Svrčov, Prostřední Svrčov und Dolní Svrčov.
Nachbarorte sind Pančava, Staměřice und Mokř im Norden, Skoky und Tupec im Nordosten, Trnávka und Lipník nad Bečvou im Osten, Nové Dvory im Südosten, Chabrov, Osek nad Bečvou, Hliníky, Proseničky und Na Skalách im Süden, Radvanice, Lazníky und Sobíšky im Südwesten, Vicínov, Lukavec, Hambálek und Tršice im Westen sowie Hýk, Stání, Svrčov, Lazníčky und Výkleky im Nordwesten.

## Geschichte
Archäologische Funde in der Flur Vlčinec, die der Bandkeramischen und der Lengyel-Kultur zuzuordnen sind, belegen eine Besiedlung des Gemeindegebietes seit der Jungsteinzeit.
Die erste schriftliche Erwähnung von Wesele erfolgte 1275 im Zusammenhang mit dem Landadeligen Budislav von Wesele. Dieser war jedoch nicht Besitzer des gesamten Ortes, sondern nur eines geringen Anteiles des unter verschiedenen Besitzern aufgeteilten Dorfes. Im 14. Jahrhundert erwarben die mährischen Markgrafen das gesamte Dorf und reichten es als Lehn an verschiedene Besitzer. Seit 1470 gehörten Veselíčko und Chýlec dem Ctibor Obesnik von Lipultovice, der die Güter 1491 an Wilhelm II. von Pernstein verkaufte. Weitere Namensformen waren Vesel, Vesele, Wessel, Wessele (ab 1355), Waesel (1359), Veselice, Wesselicz prope Lipnik, Wesselicze (1406), Veselíčko (ab 1419), Wesseliczko (ab 1415), Wesselitzko (ab 1575), Veselicžken (1640), Wesselicžko, Wesselitzko und Wesselicko (1771). Der aus Boblowitz (Boboluszki) im Herzogtum Troppau stammende Edelmann Erasmus von Bobolusk, der das Gut im 16. Jahrhundert erwarb, kaufte 1548 von Johann von Pernstein auf Helfenstein den Markt Horní Újezd und mehrere Dörfer im nordwestlichen Teil der Helfensteiner Herrschaft und legte damit den Grundstein für die Herrschaft Veselíčko. Im Jahre 1573 ging Veselíčko im Erbfall an die Podstatzky von Prusinowitz über. Diese erweiterten den Besitz, der schließlich den Markt Horni Újezd und die Dörfer Chýlec, Kozlov, Lazníky, Lazníčky, Radvanice, Ranošov, Staměřice, Buk, Říka und Výkleky umfasste. Die Matriken werden seit 1693 in Osek nad Bečvou geführt. Nach dem Erlöschen des Fürstenhauses Liechtenstein-Kastelkorn im Jahre 1761 erfolgte im Jahr darauf die Vereinigung der Geschlechter Podstatzky und Liechtenstein-Kastelkorn zum Haus Podstatzky-Liechtenstein. Bis zur Mitte des 19. Jahrhunderts blieb das Dorf den Grafen von Podstatzky-Liechtenstein auf Veselíčko untertänig.
Nach der Aufhebung der Patrimonialherrschaften bildete Veselíčko/Wesselitschko ab 1850 mit den Siedlungen Chýlec und Vicinov eine Gemeinde in der Bezirkshauptmannschaft Mährisch Weißkirchen. Im Jahre 1855 wurde die Gemeinde dem Bezirk Leipnik zugeordnet, ab 1868 gehörte sie wieder zum Bezirk Mährisch Weißkirchen. Die Grafen Podstatzky-Liechtenstein wurden nach dem Zweiten Weltkrieg infolge der Beneš-Dekrete enteignet. Im Zuge der Gebietsreform von 1960 und der Auflösung des Okres Hranice wurde Veselíčko zum 1. Januar 1961 dem Okres Přerov zugeordnet. 1964 wurde Tupec eingemeindet. Die Grundschule in Veselíčko wurde 1985 geschlossen. Ab 2002 wurden südlich des Dorfes zunächst archäologische Untersuchungen durchgeführt und danach mit dem Bau der Autobahn D 47 begonnen, die nach ihrer Vollendung zum Abschnitt der D 1 wird.

## Gemeindegliederung
Die Gemeinde Veselíčko besteht aus den Ortsteilen Tupec (Tupetz) und Veselíčko (Wesselitschko) sowie den Ansiedlungen Chýlec, Lukavec und Vicínov.

## Sehenswürdigkeiten

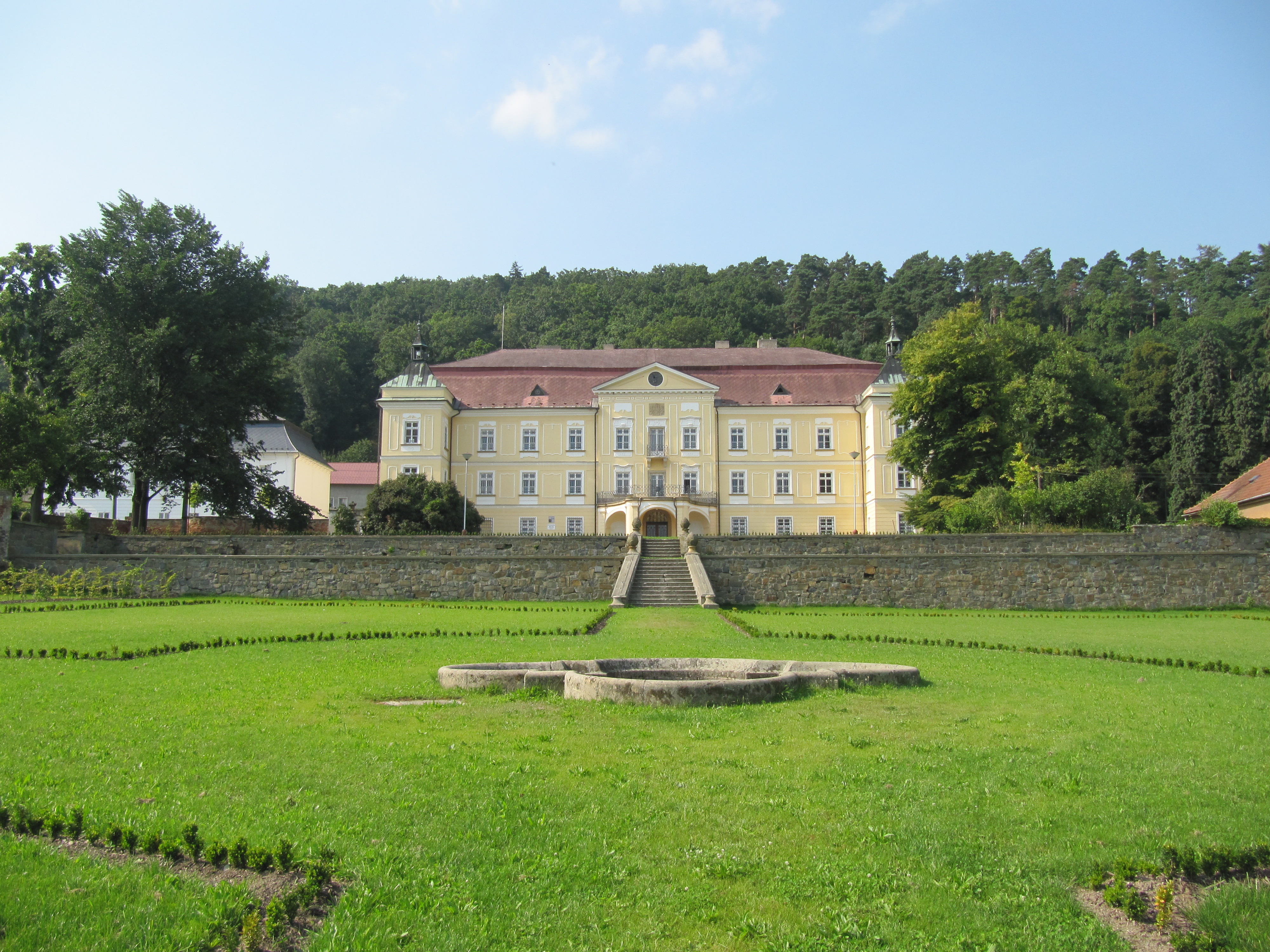
Schloss Veselíčko

- Schloss Veselíčko mit 5,4 ha großem Schlosspark, Schlosskapelle des hl. Franz von Padua, Wirtschaftsgebäuden und ehemaliger Brauerei; das barocke Schloss entstand 1768–1769 nach Plänen des Fulneker Architekten Thaler. Während der Schlachten bei Austerlitz, Wagram und Leipzig diente es bis 1814 als Feldlazarett.
- Militärfriedhof des Feldlazaretts Veselíčko aus der Zeit von 1805 bis 1814 mit Gräbern von etwa 700 Gefallenen
- Sandsteinstatuen der hll. Alois, Josef und Florian aus dem 18. Jahrhundert
- Stauweiher Prostřední Svrčov, Badesee
- Kapelle des hl. Franz Seraphin, erbaut 1860
- Steinernes Kreuz, vor der Kapelle